# 文殊奴
- 關於其名字的来历，印度教三相神之一，請見「毗湿奴」。

文殊奴，明朝人，是一名明朝政治人物。
文殊奴曾于1372年接替胡永安任嘉定县知县一职，由喻士衡接任。